# Gmina Kungsbacka
Gmina Kungsbacka (szw. Kungsbacka kommun) – gmina w Szwecji, w regionie Halland, siedzibą jej władz jest Kungsbacka.
Pod względem zaludnienia Kungsbacka jest 28. gminą w Szwecji. Zamieszkuje ją 68 696 osób, z czego 50,24% to kobiety (34 512) i 49,76% to mężczyźni (34 184). W gminie zameldowanych jest 1662 cudzoziemców. Na każdy kilometr kwadratowy przypada 112,62 mieszkańca. Pod względem wielkości gmina zajmuje 154. miejsce.